# Edmund Feketevipera
Edmund Feketevipera (angolul Edmund Blackadder) a Fekete Vipera című angol sorozat számos karakterének neve. Szerepét Rowan Atkinson alakította, magyar hangja Kálloy Molnár Péter volt. Bár mindegyik évad a brit történelem másik idősíkjában játszódott, a főszereplő mindig ugyanannak a dinasztiának volt a tagja, és mindig Edmund Feketeviperának hívták. Minden megszemélyesítéssel újabb és újabb jellemrajz vehető észre.

## A főbb Feketeviperák

### Edmund herceg
Az első évad a középkorban játszódik, röviddel a rózsák háborúja után. Edmund az első a „dinasztiában”, aki Feketeviperaként utal magára (bár a Back and Forth részben megjelenik egy római brit, aki hasonló nevet visel - Centurion Blaccadicus). Edmund a kitalált IV. Richárd angol király második fia. A gonoszságot leszámítva semmiben nem hordozza utódainak vonásait, éppen ellenkezőleg: igen gyáva, ügyetlen és ostoba, még szolgája, a középkori Baldrick is okosabb nála (egyedülállóan a Baldrick-ok hosszú sorában). Fő törekvése az angol trón megszerzése. Edmund herceg az első évad mellett a Back and Forthban is megjelenik.

### Edmund, Lord Feketevipera
A második évad az Erzsébet-korabeli Angliában játszódik. Lord Feketevipera I. Erzsébet egyik nemese. Bár az ükapja Edmund herceg volt, ő már sokkal intelligensebb, sármosabb. A királynőt gyerekesnek, zsarnokoskodónak tartja, de ellenfelével, Lord Melchettel mégis harcol a kegyeiért. Lord Feketevipera a második évad mellett a Back and Forthban is megjelenik.

### Mr. Edmund Feketevipera
A harmadik évad a brit régensi időszakban játszódik. Családja nehéz időkön ment át, Edmund itt már csak inas György herceg mellett, aki régens herceg. György valójában IV. György paródiája volt. Edmund gyakran lop munkaadójától. Ő az egyetlen olyan Edmund a négy évadban, akit nem ölnek meg (sőt, ő lesz a herceg, mivel Györgyöt ölik meg). Edmund a harmadik évad mellett a Back and Forthban is megjelenik.

### MacVipera
MacVipera Mr. Edmund Feketevipera skót kuzinja, aki a harmadik évadban bukkan fel. Úgy is ismerik, mint „A legőrültebb férfi, aki valaha szoknyát hordott”. Képzett vívó, de egyben kereskedő is, aki egy Morag nevű nőt vett el. Azért fordult meg Londonban, mert Mrs. Miggins-szel volt dolga, akihez Edmund is sokat jár kávézni.

### Ebenézer Feketevipera
Ebenézer egy Viktória-korabeli kereskedő. A karácsonyi különkiadásban jelenik meg. Elődeivel szemben ő a legkedvesebb ember Angliában, azonban ezt a kedvességet csúnyán kihasználják a környezetében élők, üzlete is emiatt veszteséges. A karácsonyi szellem mesél neki az őseiről, így a rész végére maga is ugyanolyan gonosz lesz, mint elődei.

### Vipera százados
A negyedik évad az első világháború idején játszódik. Vipera százados ebben az évadban, valamint a Back and Forthban is megjelenik. Fő célja, hogy elszökjön a harcmezőről. A Fekete Viperák közül ő a legcinikusabb és legszarkasztikusabb, minden alkalmat megragad, hogy sértő és csípős megjegyzéseket tegyen féleszű feletteseire, beosztottjaira és magára a háborúra is.

### Lord Edmund Feketevipera V
Lord Edmund a modern kori képviselője a családnak. A Back and Forth részben szerepel. A millennium ünneplésekor rendezett partin a barátaival fogadott, hogy a megépített időgépével bármit visszahoz a múltból. Sajnos szolgája, Baldrick tökéletesre építi meg a gépet, így az működik.

## Más Feketeviperák
Bár nem jelentek meg a sorozat részeiben, voltak más Feketeviperák is. Az angol polgárháború idején játszódó Cavalier Years-ben Sir Edmund Feketevipera jelent meg. Sir Edmund királypárti lojalista, I. Károly angol király barátja.
A családnak voltak puritán tagjai is: a Fehérviperák, és a felföldi MacVipera klán tagjai. Fehérviperáék a második évadban bukkannak fel, míg MacVipera a harmadik évadban.
A Back and Forth részben az időben utazva számos Feketevipera-ős bukkan fel: a római Centurion Blaccadicus-tól a napoleoni háborúk Feketevipera admirálisáig.
2002-ben a BBC elkészített egy jubileumi kiadást is, ebben szerepelt Sir Osmond Cunci-Feketevipera, ő az egyetlen leszármazott, akit nem Edmundnak hívnak.

### A Feketevipera-dinasztia
- Centurion Blaccadicus - római brit (Back and Forth)
- Lord Blackadder - középkori - Az első neve ismeretlen, Robin Hood egyik ellenfele (Back and Forth)
- Edmund herceg, Edinburgh hercege (1461 – 1498) - középkori (első évad)
- Edmund herceg, York hercege - 400 évvel ezelőtt (a pilot-rész)
- Natheniel Fehérvipera - Erzsébet-kori - Edmund herceg unokája
- Lord Feketevipera (1531 – 1566) - Erzsébet-kori (második évad)
- Feketevipera (Shakespeare ügynöke) - Erzsébet-kori (Back and Forth)
- Sir Edmund Feketevipera (-1649) - Stuart-kori (The Cavalier Years)
- Lord Edmund Feketevipera, Privy Counsellor - Stuart-kori, 1680 (Blackadder And The King's Birthday)
- Mr. E. Feketevipera (1762 – 1830)- régens-kori (harmadik évad)
- MacAdder - régens-kori - Mr. E. Feketevipera kuzinja (harmadik évad)
- Ebenézer Feketevipera (-1858)- viktoriánus (karácsonyi kiadás)
- Vipera százados (1871–?)- első világháború (negyedik évad)
- Lord Edmund Feketevipera V - 1999 (Back and Forth)
- III. Edmund király - 1999 (Back and Forth)
- Lord Edmund Feketevipera kapitány - 2000 (Blackadder: The Army Years )
- Sir Osmond Cunci-Feketevipera - 2002 (BBC Golden Jubilee advert és Jubilee Girl)
- Feketevipera, a Sötét Oldal admirália - távoli jövő (karácsonyi kiadás)